# Forever People
Forever People est un groupe de super-héros appartenant à l'univers DC et le nom du comics présentant leurs aventures. Ils apparaissent en mars 1971 dans un comics écrit et dessiné par Jack Kirby.

## Historique de publication
Après avoir quitté Marvel Comics, Jack Kirby arrive chez DC Comics. Il entreprend de raconter une épopée se développant sur quatre séries. Il en crée trois : Forever People (daté de mars 1971), Mister Miracle, New Gods  et en reprend une Superman's Pal Jimmy Olsen qui existe déjà. Cette fresque retrace la lutte entre deux races extra-terrestres les habitants de New Genesis et ceux d'Apokolips qui se combattent sur la Terre. Forever People est des quatre comics celui qui se vend le moins et il est arrêté au onzième épisode daté de novembre 1972. En 1988, le scénariste J.M. DeMatteis et le dessinateur Paris Cullins proposent une mini-série avec ces personnages. Ils réapparaissent ensuite dans d'autres comics et en 2014, après la Renaissance DC ils reviennent dans le comics Infinity Man and the Forever People qui dure 9 numéros jusqu'en mai 2015.

## Personnages
Les cinq héros de Forever People appartiennent à New Genesis. Ce sont 
- Mark Moonrider
- Serifan
- Beautiful Dreamer
- Vykin the Black
- Big Bear

Ils sont aidés par une Mother Box, une boîte blanche qui est un ordinateur capable d'envoyer des ondes de choc et de les absorber, de localiser les ennemis etc. De plus lorsqu'ils mettent ensemble leurs mains sur cette boîte, ils disparaissent et sont remplacés par Infinity Man, un super-héros tout puissant. Enfin ils utilisent un véhicule volant capable de traverser la matière et de se téléporter.